# Paravaejovis schwenkmeyeri
Espèce
Synonymes
- Vaejovis schwenkmeyeri Williams, 1970
- Hoffmannius schwenkmeyeri (Williams, 1970)

Paravaejovis schwenkmeyeri est une espèce de scorpions de la famille des Vaejovidae.

## Distribution
Cette espèce est endémique du Mexique. Elle se rencontre en Basse-Californie et en Basse-Californie du Sud.

## Description
Le mâle holotype mesure 52,7 mm et la femelle paratype 54,3 mm.

## Systématique et taxinomie
Cette espèce a été décrite sous le protonyme Vaejovis schwenkmeyeri par Williams en 1970. Elle est placée en synonymie avec Vaejovis puritanus par Williams en 1980. Elle est relevée de synonymie dans le genre Paravaejovis par González Santillán et Prendini en 2013.

## Étymologie
Cette espèce est nommée en l'honneur de Richard C. Schwenkmeyer.

## Publication originale
- Williams, 1970 : « Scorpion fauna of Baja California, Mexico: Eleven new species of Vejovis (Scorpionida: Vejovidae). » Proceedings of the California Academy of Sciences, sér. 4, vol. 37, p. 275-331 (texte intégral).